# 村雨級護衛艦 (一代)
村雨型護衛艦 初代 (1958) 是綾波型的後繼者，主要工作也是反潛，但是改良了許多水面用武器使其有較佳水面戰能力。上面裝有日本國產的初代68式火控系統和海上加油裝置，在當時算是先進設計，目前全級退役。

## 同型艦
| 編號    | 艦名     | 下水           | 除役          |
| ------- | -------- | -------------- | ------------- |
| DDA-107 | 村雨（むらさめ） | 1958年2月28日  | 1988年3月23日 |
| DDA-108 | 夕立（ゆうだち） | 1958年3月25日  | 1987年3月24日 |
| DDA-109 | 春雨（はるさめ） | 1959年12月15日 | 1989年5月31日 |